# Lijst van gouverneurs van Utah
Dit is een lijst met gouverneurs van de Amerikaanse staat Utah. Voordat Utah een staat werd was het een territorium.

## Territoriale Gouverneurs (1851–1896)
| Nr. | Gouverneur | Gouverneur                         | Termijn   | Partij      |
| --- | ---------- | ---------------------------------- | --------- | ----------- |
| 1   |            | Brigham Young (1801–1877)          | 1851-1858 | Partijloos  |
| 2   |            | Alfred Cumming (1802–1873)         | 1858-1861 | Democraat   |
| 3   |            | John Dawson (1820–1877)            | 1861      | Republikein |
| 4   |            | Stephen Selwyn Harding (1808–1891) | 1861-1863 | Liberaal    |
| 5   |            | James Duane Doty (1799–1865)       | 1863-1865 | Republikein |
| 6   |            | Charles Durkee (1805–1870)         | 1865-1869 | Republikein |
| 7   |            | John Shaffer (1827–1870)           | 1869-1870 | Republikein |
| 8   |            | Vernon Vaughan (1838–1878)         | 1870-1871 | Republikein |
| 9   |            | George Lemuel Woods (1832–1890)    | 1871-1874 | Republikein |
| 10  |            | Samuel Beach Axtell (1819–1891)    | 1874-1875 | Republikein |
| 11  |            | George Emery (1830–1909)           | 1875-1880 | Republikein |
| 12  |            | Eli Houston Murray (1843–1896)     | 1880-1886 | Liberaal    |
| 13  |            | Caleb Walton West (1844–1909) (1x) | 1886-1889 | Republikein |
| 14  |            | Arthur Lloyd Thomas (1851–1924)    | 1889-1893 | Republikein |
| 15  |            | Caleb Walton West (1844–1909) (2x) | 1893-1896 | Republikein |

## Gouverneurs van Utah (1896–heden)
| Nr. | Gouverneur van Utah Governor of Utah | Gouverneur van Utah Governor of Utah | Gouverneur van Utah Governor of Utah | Ambtstermijn     | Ambtstermijn     | Partij(en) | Verkiezing(en) |
| --- | ------------------------------------ | ------------------------------------ | ------------------------------------ | ---------------- | ---------------- | ---------- | -------------- |
| 1   |                                      | Heber Wells                          | Heber Wells (1859–1938)              | 6 januari 1896   | 1 januari 1905   | R          | 1895           |
| 1   | 1900                                 | Heber Wells                          | Heber Wells (1859–1938)              | 6 januari 1896   | 1 januari 1905   | R          |                |
| 2   |                                      | John Cutler                          | John Cutler (1846–1928)              | 1 januari 1905   | 5 januari 1909   | R          | 1904           |
| 3   |                                      | William Spry                         | William Spry (1864–1929)             | 5 januari 1909   | 1 januari 1917   | R          | 1908           |
| 3   | 1912                                 | William Spry                         | William Spry (1864–1929)             | 5 januari 1909   | 1 januari 1917   | R          |                |
| 4   |                                      | Simon Bamberger                      | Simon Bamberger (1846–1926)          | 1 januari 1917   | 3 januari 1921   | D          | 1916           |
| 5   |                                      | Charles Mabey                        | Charles Mabey (1877–1959)            | 3 januari 1921   | 5 januari 1925   | R          | 1920           |
| 6   |                                      | George Dern                          | George Dern (1872–1936)              | 5 januari 1925   | 3 januari 1933   | D          | 1924           |
| 6   | 1928                                 | George Dern                          | George Dern (1872–1936)              | 5 januari 1925   | 3 januari 1933   | D          |                |
| 7   |                                      | Henry Blood                          | Henry Blood (1872–1942)              | 3 januari 1933   | 5 januari 1941   | D          | 1932           |
| 7   | 1936                                 | Henry Blood                          | Henry Blood (1872–1942)              | 3 januari 1933   | 5 januari 1941   | D          |                |
| 8   |                                      | Herbert Maw                          | Herbert Maw (1893–1990)              | 5 januari 1941   | 3 januari 1949   | D          | 1940           |
| 8   | 1944                                 | Herbert Maw                          | Herbert Maw (1893–1990)              | 5 januari 1941   | 3 januari 1949   | D          |                |
| 9   |                                      | Bracken Lee                          | Bracken Lee (1899–1996)              | 3 januari 1949   | 7 januari 1957   | R          | 1948           |
| 9   | 1952                                 | Bracken Lee                          | Bracken Lee (1899–1996)              | 3 januari 1949   | 7 januari 1957   | R          |                |
| 10  |                                      | George Clyde                         | George Clyde (1898–1972)             | 7 januari 1957   | 5 januari 1965   | R          | 1956           |
| 10  | 1960                                 | George Clyde                         | George Clyde (1898–1972)             | 7 januari 1957   | 5 januari 1965   | R          |                |
| 11  |                                      | Cal Rampton                          | Cal Rampton (1913–2007)              | 5 januari 1965   | 3 januari 1977   | D          | 1964           |
| 11  | 1968                                 | Cal Rampton                          | Cal Rampton (1913–2007)              | 5 januari 1965   | 3 januari 1977   | D          |                |
| 11  | 1972                                 | Cal Rampton                          | Cal Rampton (1913–2007)              | 5 januari 1965   | 3 januari 1977   | D          |                |
| 12  |                                      | Scott Matheson                       | Scott Matheson (1929–1990)           | 3 januari 1977   | 7 januari 1985   | D          | 1976           |
| 12  | 1980                                 | Scott Matheson                       | Scott Matheson (1929–1990)           | 3 januari 1977   | 7 januari 1985   | D          |                |
| 13  |                                      | Norman Bangerter                     | Norman Bangerter (1933–2015)         | 7 januari 1985   | 3 januari 1993   | R          | 1984           |
| 13  | 1988                                 | Norman Bangerter                     | Norman Bangerter (1933–2015)         | 7 januari 1985   | 3 januari 1993   | R          |                |
| 14  |                                      | Mike Leavitt                         | Mike Leavitt (1951)                  | 3 januari 1993   | 6 november 2003  | R          | 1992           |
| 14  | 1996                                 | Mike Leavitt                         | Mike Leavitt (1951)                  | 3 januari 1993   | 6 november 2003  | R          |                |
| 14  | 2000                                 | Mike Leavitt                         | Mike Leavitt (1951)                  | 3 januari 1993   | 6 november 2003  | R          |                |
| 15  |                                      | Olene Walker                         | Olene Walker (1930–2015)             | 6 november 2003  | 3 januari 2005   | R          |                |
| 16  |                                      | Jon Huntsman                         | Jon Huntsman (1960)                  | 3 januari 2005   | 11 augustus 2009 | R          | 2004           |
| 16  | 2008                                 | Jon Huntsman                         | Jon Huntsman (1960)                  | 3 januari 2005   | 11 augustus 2009 | R          |                |
| 17  |                                      | Gary Herbert                         | Gary Herbert (1947)                  | 11 augustus 2009 | 4 januari 2021   | R          |                |
| 17  | 2010                                 | Gary Herbert                         | Gary Herbert (1947)                  | 11 augustus 2009 | 4 januari 2021   | R          |                |
| 17  | 2012                                 | Gary Herbert                         | Gary Herbert (1947)                  | 11 augustus 2009 | 4 januari 2021   | R          |                |
| 17  | 2016                                 | Gary Herbert                         | Gary Herbert (1947)                  | 11 augustus 2009 | 4 januari 2021   | R          |                |
| 18  |                                      | Spencer Cox                          | Spencer Cox (1975)                   | 4 januari 2021   | heden            | R          | 2020           |
| 18  | 2024                                 | Spencer Cox                          | Spencer Cox (1975)                   | 4 januari 2021   | heden            | R          |                |